# Grot van Movile
De Grot van Movile is een grot net ten westen van de Roemeense havenstad Mangalia in de zuidelijke Dobroedzja aan de Zwarte Zee. De grot, die in 1986 per toeval werd ontdekt, is sedert minstens 5,5 miljoen jaar volledig van de buitenwereld afgesloten. Ze bevat waterstofsulfiderijk grondwater en zuurstofarme lucht en herbergt een uniek ecosysteem dat zich gedurende meer dan vijf miljoen jaren heeft ontwikkeld en gebaseerd is op chemosynthese.

## Ontdekking
De grot werd in 1986 ontdekt tijdens een onderzoek naar een geschikte plaats voor een nieuwe elektriciteitscentrale. De Roemeense wetenschapper en speleoloog Cristian Lascu kon als eerste de grot onderzoeken, die zich meer dan 20 meter onder de grond bevindt en tot dan toe niet in verbinding stond met de buitenlucht. De grot bleek een zuurstofarme, maar kooldioxiderijke lucht en zwavelrijk, warm grondwater te bevatten en een verrassend diverse fauna die zich daaruit had ontwikkeld. Het was duidelijk dat dit een uniek en fragiel ecosysteem was dat bescherming behoefde; de grot is later aangeduid als een beschermd gebied. Ze blijft afgesloten en toegang wordt slechts verleend voor wetenschappelijk onderzoek.

## Water en lucht in de grot
Het zwavelrijke grondwater in de grot blijkt niet van de oppervlakte afkomstig, maar komt doorheen het gesteente onder de grot binnen. De lucht in de grot heeft het jaar door een vrij constante temperatuur van ongeveer 20,9°C. De samenstelling ervan verschilt sterk van gewone lucht; ze bevat slechts 7 tot 10 % zuurstof (gewone lucht bevat 21% zuurstof) maar wel 2 tot 3,5% koolstofdioxide (gewone lucht bevat 0,03% CO2). Ze bevat ook circa 1 % methaan en tot 1 ppm waterstofsulfide.

## Fauna
Het grondwater en de wanden van de grot erlangs zijn bedekt met matten die bestaan uit heterotrofe en chemo-autotrofe bacteriën. Deze vormen de voedselbron voor verschillende soorten ongewervelde dieren, die op hun beurt prooi zijn van andere soorten. Deze soorten zijn vaak uniek voor de grot. Na enkele jaren onderzoek waren meer dan dertig diersoorten gevonden die nergens anders voorkomen.
Roemenië heeft in 1993 een serie van zes postzegels uitgegeven met afbeeldingen van dieren uit de grot:
- Clivina subterranea (een loopkever)
- Armadilidium tabacarui (een pissebed)
- Lascona cristiani (een spin zonder ogen, die zich onder meer met Armadilidium tabacarui blijkt te voeden[2])
- Nepa anophthalma (een waterschorpioen)
- Haemopis caeca (een bloedzuiger)
- Semisalsa dobrogica (een weekdier)